# ユメウメイロ
ユメウメイロ（夢梅色、学名：Caesio cuning）は、タカサゴ科タカサゴ属の魚類。インド洋から西太平洋にかけて分布する。

## 分類
本種は1791年、ドイツの生物学者であるマルクス・エリエゼル・ブロッホによって、インドネシアをタイプ産地として記載された。種小名はインドネシアでの呼び名である ikan Tembra Cuning (ikan は魚という意味)に由来する。

## 形態
体は側扁し体高は高い。歯は小さく円錐形である。背鰭は10 - 14棘15軟条から、臀鰭は3棘10 - 12(通常11)軟条から、胸鰭は17 - 20(通常18 - 19)軟条から成る。全長は最大60 cm。体色は背面前部が青白く、腹面は白色。尾鰭から背面後部にかけ黄色くなることが特徴的である。夜間には体が赤みを帯びる。

## 分布・生態
インドー西太平洋に分布し、分布域の西はスリランカとインド南部、東はフィジー、北は日本南部、南はオーストラリア北部まで広がる。
水深 1 - 60 m域に生息する。視界の悪い底がシルト質の場所に多く、沿岸部の岩場やサンゴ礁でも見られる。
中層で群れを作り、サルパ、ウミタル、裸殻翼足類、ゾウクラゲ、毛顎動物などの動物プランクトンを捕食する。小さな卵を多数産み、卵は海中を漂う。

## 人との関わり
沖縄県では「シチューグルクン」と呼ばれ、食用として流通している。インドネシアやフィリピンの魚市場ではよく見られる。追い込み漁、刺し網、罠、トロール網、釣りなどで捕獲される。通常鮮魚として販売されるが、一部のは塩辛として保存される。稚魚はマグロ漁業で餌として使用される。一部の地域では乱獲により個体数が減少しているが、他の地域では個体数は安定している。